# Metopoedema paradoxum
Metopoedema paradoxum es una especie de insecto coleóptero de la familia Chrysomelidae.
Fue descrita científicamente en 1891 por Duvivier.